# Proteste no-global di Praga
Le proteste anticapitaliste a Praga hanno avuto luogo durante il vertice del Fondo Monetario Internazionale (FMI) e della Banca Mondiale il 27 settembre 2000 a Praga, capitale della Repubblica Ceca, da parte del Movimento no-global.

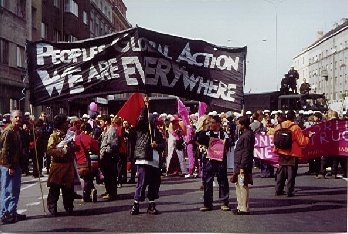
Proteste di Praga nel Settembre del 2000

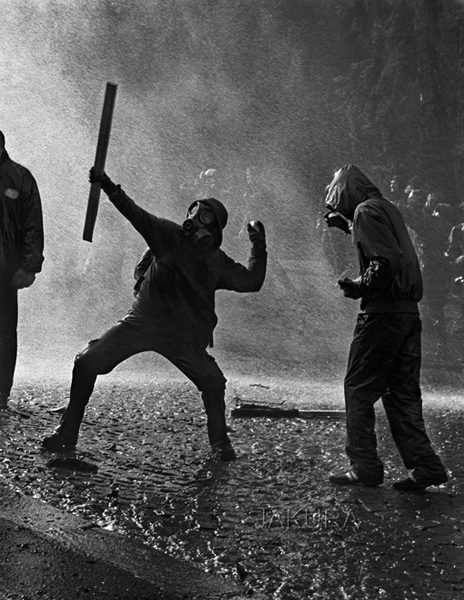
"Kameny a násilím proti globalizaci"

Questa protesta è seguita a proteste simili a Seattle e sarà uno degli antefatti che condurrà agli avvenimenti del G8 di Genova.
Migliaia di attivisti provenienti da tutto il mondo hanno protestato e si sono scontrati con la polizia per le strade di Praga per diversi giorni. Circa 12.000 manifestanti sono stati coinvolti nelle proteste e oltre 900 persone sono state arrestate. 64 poliziotti e 20 manifestanti sono rimasti feriti negli eventi.
Vari manifestanti anticapitalisti hanno visto queste istituzioni come una delle ragioni dei problemi economici affrontati dal terzo mondo. La rabbia era diretta contro il modo in cui il FMI e la Banca mondiale spingevano per dirigere il potere verso i mercati e le società multinazionali.
La maggior parte degli attivisti radicali ha cercato di impedire l'apertura del vertice bloccando le strade di accesso al Centro Congressi di Praga. C'erano barricate nelle strade e manifestanti mimetizzati che lanciavano bombe molotov e sassi. Sono stati segnalati anche attacchi a giornalisti e la rottura di vetrine nel centro della città.
Lacrimogeni e cannoni ad acqua sono stati usati per respingere un gruppo separatista di attivisti che ha tentato di raggiungere la sede del vertice per chiudere le riunioni delle istituzioni finanziarie globali. Nonostante la grande presenza della polizia, i manifestanti sono riusciti a far sciogliere il vertice un giorno prima del previsto.
Questa azione è stata segnata dall'emergere sia del Blocco rosa che della tattica delle Tute Bianche, usate dal gruppo radicale italiano Ya Basta!. Molti gruppi di video attivisti di tutta l'UE si sono uniti per condividere filmati e produrre una serie di documentari, come Rebel Colours, il primo documentario europeo realizzato da Indymedia, alla cui realizzazione parteciperà anche l'attivista Mark Covell, successivamente tra le vittime della Diaz. Il collettivo di informazione Undercurrents, con sede nel Regno Unito, ha prodotto inoltre Revolting in Prague, offrendo una vista stradale dei vari gruppi di blocco.